# Høsøien Station
Høsøien Station (Høsøien stoppested) er en tidligere jernbanestation på Rørosbanen, der ligger i Røros kommune i Norge.
Stationen åbnede som trinbræt 1. august 1922. Den blev opgraderet til holdeplads i 1931 men nedgraderet til trinbræt igen 1. september 1954. Betjeningen med persontog ophørte 20. september 1999.
Den første stationsbygning blev opført i 1922 men blev senere revet ned. Den anden blev opført i 1948 og revet ned i 2002.